# عمارت پینانگ پراناکان
عمارت پینانگ پراناکان (به انگلیسی: Pinang Peranakan Mansion) (مالایی: Rumah Agam Peranakan Pulau Pinang) یک موزه مختص میراث ماندگار پراناکان‌ها در پنانگ است که در شهر جرج تاون، ایالت پنانگ، مالزی واقع شده است. خود موزه درون یک عمارت برجسته سبز رنگ، در خیابان چرچ شهر جرج تاون قرار دارد، که زمانی در قرن نوزده، اقامتگاه و دفتر کار سرمایه‌دار بزرگ، چونگ کنک کوئی بود.
این عمارت دارای هزاران محصول دست‌ساز، عتیقه جات و اجناس کلکسیونی پراناکان‌ها است، که اضافه بر آنها طراحی داخلی و عادات و رسوم، همانند میز ناهارخوری بزرگ و دراز رایج را به نمایش می‌گذارد (مالایی: tok panjang). به علت معماری بی نظیر و طراحی داخلی عمارت، که نشان دهنده سبک زندگی پراناکان‌ها در پنانگ است، از این عمارت در مجموعه‌ها و برنامه‌های تلویزیونی مبتنی بر واقعیت، همانند سریال نیونیای کوچک، مسابقات حیرت‌انگیز قسمت شانزده و مسابقات حیرت‌انگیز قسمت چهارم آسیا برای فیلمبرداری استفاده شده است.